# 史考特·夏瑞納
史考特·夏瑞納（英語：Scott Shriner，1965年7月11日—），出生於美國俄亥俄州托萊多，是獨立搖滾樂團「威瑟」（Weezer）的貝斯手。
在2001年夏天，夏瑞納以暫時性的身分加入了威瑟樂團。之後威瑟的第二貝斯手麥奇·威爾許因為個人情緒管理問題離開樂團，夏瑞納以正式貝斯手的身分加入樂團。在他和威瑟的第一場演出時，夏瑞納在舞台上遭到前樂團成員的攻擊，但在安全人員的保護下，他還是完成了演出。他是威瑟樂團的第三任貝斯手，同時也是該團持續最久的貝斯手。

## 音樂作品

### 威瑟樂團
- 2002年－呆頭呆腦（Maladroit，2002年）
- 2002年－獅子與女巫（The Lion and the Witch，EP）
- 2005年－偽裝（Make Believe）
- 2008年－紅色專輯（Weezer - The Red Album）

## 資料來源
1. ↑  Luerssen D., John, 2004 p. 370
2. ↑  . Rock Salt Plum.   [2007-12-17]. （原始内容存档于2007-08-12）.
3. 1 2  Luerssen D., John, 2004 p. 372

## 外部連結
- （英文）史考特·夏瑞納傳記（页面存档备份，存于）
- （英文）史考特·夏瑞納專訪（页面存档备份，存于）
- （英文）史考特·夏瑞納在 inkedmag.com 談論他的刺青（页面存档备份，存于）